# DB 3400
DB 3400 is een spoorlijn van DB Netze tussen Schifferstadt en Lauterbourg. Het traject bestaat uit de volgende delen:
- Speyerer Linie: Schifferstadt - Wörth, spoorlijn tussen Schifferstadt en Wörth am Rhein
- Bienwaldbahn, spoorlijn tussen Wörth am Rhein en Lauterbourg (Frankrijk)